# Condong (Jamanis)
Condong is een bestuurslaag in het regentschap Tasikmalaya van de provincie West-Java, Indonesië. Condong telt 3271 inwoners (volkstelling 2010).